# Good Soil
Good Soil (englisch für ‚Guter Boden‘) ist ein deutscher Kurzfilm von Sebastian Lemke aus dem Jahr 2013. In Deutschland lief der Film unter anderem am 2. Mai 2014 bei den Internationalen Kurzfilmtagen in Oberhausen.

## Handlung
Die Zwillingsbrüder Helmut und Joachim Meier betreiben seit drei Jahrzehnten eine Gärtnerei in Borschemich. Der Ort liegt im Tagebau Garzweiler II und ist bis auf 50 Personen verlassen. Noch sind die Meiers und ihre Gärtnerei ebenfalls vor Ort, aber bald müssen auch sie weichen. Damit der Ort der Nachwelt erhalten bleibt, planen sie für ihre große Modellbahnanlage eine Nachbildung von Borschemich im Maßstab 1:87.

## Kritiken
„Beim Filmemachen wird einem nichts geschenkt, wird manchmal gesagt, doch eigentlich stimmt das nicht. Manchmal bekommt man Momente, Einblicke geschenkt, und eine besondere Kunst beim Filmemachen im Allgemeinen und der Montage im Besonderen besteht eben auch darin, Geschenke zu erkennen, sie auszupacken und anzunehmen. Um ein solches Geschenk handelt es sich bei der besonderen Leidenschaft des Protagonisten des Films ‚Good Soil‘, dem Eisenbahnmodellbau. Die enttäuschten Sehnsüchte durch den Niedergang einer realen (Um-)welt durch den Braunkohleabbau spiegeln sich in dem Film auf magische Weise in einer idealisierten heilen Modellbauwelt, und wie es dem Editor Pablo Ben Yakov gelingt, diese ungleichen Welten in Beziehung zu setzen, gehört zu den wunderbarsten und berührendsten Augenblicke im diesjährigen Wettbewerb. Auch der sehr gelungene und originelle Umgang mit dem Verhältnis von Bild und Sprache und das sichere Gefühl für den starken dokumentarischen Moment tragen zur intensiven melancholischen Atmosphäre des Films bei und machen ihn wiederum zu einem Geschenk für den Zuschauer.“

„Der Dokumentarfilm ‚Good Soil‘ hat ein aktuelles Thema aus der Region, und das Schicksal der Zwillinge/Gärtner berührt sehr. Und die Tragik wird anschaulich, wenn der Bagger vor der Tür steht.“

Die Deutsche Film- und Medienbewertung verlieh Good Soil das  Prädikat „besonders wertvoll“ mit der Begründung:

„Auch in acht Minuten kann man eine Ausnahmesituation komplex und atmosphärisch reich darstellen. Dies gelingt Sebastian Lemke in seinem Film über die Ortschaft Borschemich, die im Kohleabbaugebiet Garzweiler II bald abgerissen werden wird. Konsequent beschränkt sich Lemke auf seine beiden Protagonisten Helmut und Joachim Meier sowie deren Lebensraum. Er zeigt, wie die beiden unverzagt weiter ihre Gärtnerei betreiben, wie sie durch das inzwischen fast völlig verlassene Örtchen ziehen und den langsamen Verfall bezeugen. Dies ist auch deshalb so eindrucksvoll, weil der Protagonist selber als Erzähler seine Situation beschreibt, wobei auch durch den Tonfall und die Wortwahl viel von seiner Sicht auf die Dinge vermittelt wird. Lemke und seinem Kameramann Benjamin Leers sind Bilder gelungen, die von elegischer Endzeitstimmung durchtränkt sind. Die Straßen sind leer, die Fenster und Türen vernagelt, der Ort schon so gut wie untergegangen. Als Kontrast dazu wird die heile Welt der riesigen Modelleisenbahn der Brüder gezeigt, die auf einer anderen Ebene ebenso apokalyptisch wirkt. Mit solchen Bildfindungen beweist Sebastian Lemke, dass er ein gutes Gefühl dafür hat, wie Orte auf der Leinwand Stimmungen vermitteln können. ‚Good Soil‘ ist ein traurig schöner Abgesang, der auf allen filmischen Ebenen überzeugt. Deshalb bekommt er das Prädikat ‚besonders wertvoll‘.“

Der Film wurde in der Kategorie „Kurzfilm“ für einen Deutschen Menschenrechts-Filmpreis 2014 nominiert.

## Teilnahme an Festivals
- 2013 Hot Docs International Documentary Festival (International Documentary Challenge)
  - International Documentary Challenge: Best Editing, Best Cinematography, Best Direction, Best Film, POV / American Documentary Award, DER Award
- 2013 Kasseler Dokumentarfilm- und Videofest
- 2013 Filmplus – Forum für Filmschnitt und Montagekunst
  - Förderpreis Schnitt
- 2014 Big Sky Documentary Film Festival
- 2014 Internationale Kurzfilmtage Oberhausen
  - Preis der West-ART-Zuschauerjury
- 2014 Earth Port Film Festival
- 2015 Stranger than Fiction Dokumentarfilmfest
- 2015 PBS Online Film Festival
- 2015 Shorts at Moonlight Kurzfilmfestival